# Oğulcan Kanmazalp
Oğulcan Kanmazalp (22 de juliol de 1992) és un jugador d'escacs turc que té el títol de Mestre Internacional d'escacs des de 2010.
A la llista d'Elo de la FIDE del desembre de 2021, hi tenia un Elo de 2468 punts, cosa que en feia el jugador número 8 de Turquia. El seu màxim Elo va ser de 2481 punts, a la llista del maig de 2018.

## Biografia
Va néixer a Izmir el 1992. Després d'acabar l'escola primària en la seva ciutat natal, va estudiar a l'institut Sant Joseph a Istanbul.
Oğulcan Kanmazalp va començar a jugar a escacs a l'edat de vuit anys. Va ser proclamat Mestre FIDE el 2008, i Mestre Internacional el 2010. Forma part de l'equip nacional d'escacs de Turquia.

## Resultats destacats en competició
El 2005 fou campió del Campionat de Turquia Sub14 i del Torneig d'escacs balcànics Sub20. El 2007 fou subcampió de Turquia Sub16. El 2010 es proclamà campió de Turquia.
El maig del 2015 fou campió del IV Obert Internacional de Llucmajor amb 7½ punts de 9 partides.